# ロータスクラウン賞
ロータスクラウン賞とは佐賀県競馬組合が佐賀競馬場で施行する競馬の重賞競走である。正式名称は「スポーツ報知杯 ロータスクラウン賞」。

## 概要
2003年までは九州菊花賞（1990年-2000年は佐賀菊花賞）の名称で2000mで行われていた競走で、ダービーグランプリへ向けての全国的な競走体系整備のために2004年に施行時期が変更され、ロータスクラウン賞に名称を変更、距離も1800mに短縮された。なお名称変更に際して回次も1回に戻されている。
2008年はダービーグランプリ休止に伴い、実施日が9月20日と約1ヶ月繰り下げられている。2010年はダービーグランプリが復活したため再び1着馬に優先出走権が付与されることになった。
距離は、2018年から2023年までは2000mで行われていたが、2024年に1860mに短縮されることになった。また、2024年より栄城賞の2着以上の馬に本競走の優先出走権が与えられるようになっている。
2024年現在、佐賀競馬3歳三冠の最終戦に位置づけられている。
2016年からスタートしたJBC協会協賛の「高知・佐賀スタリオンシリーズ」の対象競走となっている。対象となる種牡馬は、2019年インカンテーション、2020年レーヴミストラル、2021年フェノーメノ、2022年リーチザクラウン、2023年はビーチパトロール。
また、2017年から2023年まで行われた「3歳秋のチャンピオンシップ」シリーズでは、2017年から2021年までカテゴリーC、2022年・2023年はカテゴリーBに指定されており、本競走とダービーグランプリともに優勝した馬の馬主にはボーナス賞金が贈られることとなっていた。
2023年は「西部発刊25周年記念スポーツ報知杯 ロータスクラウン賞」の名称で施行された。

### 条件・賞金等（2024年）
出走条件
サラブレッド系3歳、九州(佐賀)・四国（高知）所属。
- 栄城賞の2着以上の馬と、佐賀城賞の優勝馬に優先出走権がある。

負担重量
定量（56kg、牝馬2kg減）
賞金等
賞金額は1着800万円、2着280万円、3着160万円、4着120万円、5着80万円。
副賞
スポーツ報知新聞社社長賞、全国公営競馬主催者協議会会長賞、佐賀県馬主会会長賞、佐賀県競馬組合管理者賞。

## 名前の由来
佐賀平野に咲く蓮の花がこのレースの由来になっている。なお、このレースは飛燕賞と共にレース名が一般公募された。

## 歴代優勝馬

### 九州菊花賞
| 回数   | 施行日         | 優勝馬             | 性齢 | 所属 | タイム | 優勝騎手   | 管理調教師 | 馬主       |
| ------ | -------------- | ------------------ | ---- | ---- | ------ | ---------- | ---------- | ---------- |
| 第1回  | 1990年11月11日 | スクオールワン     | 牝3  | 佐賀 | 2:13.4 | 古川哲也   | 池田及也   | 木稲安則   |
| 第2回  | 1991年11月17日 | トーエイパンザオー | 牡3  | 佐賀 | 2:12.8 | 野元博実   | 徳吉光雄   | 松井政治   |
| 第3回  | 1992年11月22日 | ニシキトウカイ     | 牡3  | 佐賀 | 2:10.1 | 鮫島克也   | 鮫島勉     | 上村實     |
| 第4回  | 1993年11月23日 | タルマエロック     | 牝3  | 佐賀 | 2:09.8 | 北村欣也   | 西岡龍三   | 重松國建   |
| 第5回  | 1994年11月20日 | トミシュガー       | 牝3  | 佐賀 | 2:08.9 | 手島勝利   | 手島豊     | 光安敏美   |
| 第6回  | 1995年11月19日 | リンデンニシキ     | 牝3  | 佐賀 | 2:14.0 | 手島勝利   | 手島豊     | 林田サチエ |
| 第7回  | 1996年11月17日 | マツノカラー       | 牡3  | 佐賀 | 2:17.5 | 北村欣也   | 山田勇     | 廣松義則   |
| 第8回  | 1997年11月24日 | ササロッキー       | 牝3  | 佐賀 | 2:16.9 | 河津徳幸   | 徳吉義己   | 下津浦盛幸 |
| 第9回  | 1998年11月23日 | タマノコウキ       | 牡3  | 佐賀 | 2:16.6 | 三小田幸人 | 的場信弘   | 松岡正二   |
| 第10回 | 1999年11月14日 | シゲノキューティー | 牝3  | 佐賀 | 2:11.1 | 真島正徳   | 真島元徳   | 池上壽     |
| 第11回 | 2000年11月12日 | マツノセカイオー   | 牡3  | 佐賀 | 2:14.6 | 吉田順治   | 的場信弘   | 廣松金次   |
| 第12回 | 2001年11月18日 | キングカーペンター | 牡3  | 佐賀 | 2:12.5 | 鮫島克也   | 鮫島勉     | 坂本忠教   |
| 第13回 | 2002年11月3日  | カシノオウサマ     | 牡3  | 佐賀 | 2:14.4 | 北村欣也   | 山田勇     | 柏木務     |
| 第14回 | 2003年11月9日  | オペラキッス       | 牡3  | 佐賀 | 2:12.8 | 北村欣也   | 山田勇     | 石橋佐紀子 |

### ロータスクラウン賞
| 回数   | 施行日        | 距離  | 優勝馬             | 性齢 | 所属 | タイム | 優勝騎手   | 管理調教師 | 馬主                 |
| ------ | ------------- | ----- | ------------------ | ---- | ---- | ------ | ---------- | ---------- | -------------------- |
| 第1回  | 2004年8月29日 | 1800m | エイエムボーイ     | 牡3  | 佐賀 | 2:03.3 | 前野幸一   | 西久保政等 | 半澤辰夫             |
| 第2回  | 2005年8月28日 | 1800m | カンモンカイキョウ | 牡3  | 佐賀 | 2:00.8 | 川野幸治   | 大垣敏夫   | 高野哲               |
| 第3回  | 2006年8月20日 | 1800m | ナセ               | 牡3  | 佐賀 | 1:58.2 | 山口勲     | 東美義     | 片山建治             |
| 第4回  | 2007年8月26日 | 1800m | ギオンパワー       | 牡3  | 佐賀 | 1:57.3 | 倉富隆一郎 | 川田孝好   | 原田政幸             |
| 第5回  | 2008年9月21日 | 1800m | オーシャンカラー   | 牡3  | 佐賀 | 1:59.3 | 鮫島克也   | 山田勇     | 廣松金次             |
| 第6回  | 2009年9月22日 | 1800m | ミヤノオードリー   | 牡3  | 佐賀 | 1:57.9 | 鮫島克也   | 東眞市     | 宮副敏明             |
| 第7回  | 2010年9月26日 | 1800m | インザエア         | 牡3  | 佐賀 | 1:58.6 | 倉富隆一郎 | 北村欣也   | 松本英泰             |
| 第8回  | 2011年9月25日 | 1800m | リネンハイブリット | 牡3  | 佐賀 | 1:57.7 | 田中直人   | 濱田一夫   | 戸山光男             |
| 第9回  | 2012年9月23日 | 1800m | エスワンプリンス   | 牡3  | 佐賀 | 1:59.1 | 鮫島克也   | 手島勝利   | 滿岡洋子             |
| 第10回 | 2013年9月22日 | 1800m | キリノトップラン   | 牡3  | 佐賀 | 2:00.5 | 長田進仁   | 吉田昭     | 末次純男             |
| 第11回 | 2014年9月21日 | 1800m | クロスオーバー     | 牝3  | 高知 | 1:59.5 | 山口勲     | 別府真司   | 酒井孝敏             |
| 第12回 | 2015年9月20日 | 1800m | マイネルジャスト   | 牡3  | 佐賀 | 1:59.0 | 真島正徳   | 真島元徳   | 三岡有香             |
| 第13回 | 2016年10月2日 | 1800m | ドンプリムローズ   | 牝3  | 佐賀 | 1:56.5 | 真島正徳   | 真島元徳   | 光安了               |
| 第14回 | 2017年9月24日 | 1800m | スーパーマックス   | 牡3  | 佐賀 | 1:57.2 | 鮫島克也   | 九日俊光   | 内田勝士             |
| 第15回 | 2018年10月1日 | 2000m | スーパージェット   | 牡3  | 佐賀 | 2:11.8 | 吉村智洋   | 九日俊光   | （同）JPN技研        |
| 第16回 | 2019年9月1日  | 2000m | スーパージンガ     | 牝3  | 佐賀 | 2:09.6 | 真島正徳   | 渡辺博文   | 原大栄               |
| 第17回 | 2020年8月16日 | 2000m | マイネルヘルツアス | 牡3  | 高知 | 2:11.9 | 倉兼育康   | 別府真司   | 酒井孝敏             |
| 第18回 | 2021年9月12日 | 2000m | トゥルスウィー     | 牝3  | 佐賀 | 2:11.7 | 山口勲     | 北村欣也   | （株）本城           |
| 第19回 | 2022年9月25日 | 2000m | ヴェレノ           | 牝3  | 高知 | 2:12.1 | 畑中信司   | 宮川真衣   | （株）Heroレーシング |
| 第20回 | 2023年8月13日 | 2000m | ブレイブアモーレ   | 牡3  | 佐賀 | 2:14.4 | 石川慎将   | 手島勝利   | 岩崎僖               |
| 第21回 | 2024年9月29日 | 1860m | バレンタインガール | 牝3  | 高知 | 2:03.2 | 山口勲     | 別府真司   | 廣松金次             |

### 各回競走結果の出典
- ロータスクラウン賞 歴代優勝馬 - 地方競馬全国協会

#### 馬主の出典
- JBISサーチ
  - 1990年、1991年、1992年、1993年、1994年、1995年、1996年、1997年、1998年、1999年、2000年、2001年、2002年、2003年、2004年、2005年、2006年、2007年、2008年、2009年、2010年、2011年、2012年、2013年、2014年、2015年、2016年、2017年、2018年、2019年、2020年、2021年、2022年、2023年